# 대한민국 민법 제32조
대한민국 민법 제32조는 비영리법인의 설립과 허가에 대한 민법총칙상 조문이다. 비영리법인의 설립에 관하여 허가주의를 채용하는 것을 규정한 조문이다.

## 조문
제32조(비영리법인의 설립과 허가) 학술, 종교, 자선, 기예, 사교 기타 영리아닌 사업을 목적으로 하는 사단 또는 재단은 주무관청의 허가를 얻어 이를 법인으로 할 수 있다.

第32條(非營利法人의 設立과 許可) 學術, 宗敎, 慈善, 技藝, 社交 其他 營利아닌 事業을 目的으로 하는 社團 또는 財團은 主務官廳의 許可를 얻어 이를 法人으로 할 수 있다.

## 비교조문
일본민법 제33조 (법인의 성립 등)
2. 학술, 기예, 자선, 제사, 종교 그 밖의 공익을 목적으로 하는 법인, 영리사업을 영위함을 목적으로 하는 법인, 그 밖의 법인의 설립, 조직, 운영 및 관리에 관하여는 이 법률 그 밖의 법률이 규정하는 바에 의한다.

## 판례

### 법인설립허가의 성질: 비영리법인 설립허가의 성질과 주무관청의 재량의 정도
민법은 제31조에서 "법인은 법률의 규정에 의함이 아니면 성립하지 못한다."고 규정하여 법인의 자유설립을 부정하고 있고, 제32조에서 "학술, 종교, 자선, 기예, 사교 기타 영리 아닌 사업을 목적으로 하는 사단 또는 재단은 주무관청의 허가를 얻어 이를 법인으로 할 수 있다."고 규정하여 비영리법인의 설립에 관하여 허가주의를 채용하고 있으며, 현행 법령상 비영리법인의 설립허가에 관한 구체적인 기준이 정하여져 있지 아니하므로, 비영리법인의 설립허가를 할 것인지 여부는 주무관청의 정책적 판단에 따른 재량에 맡겨져 있다. 따라서 주무관청의 법인설립 불허가처분에 사실의 기초를 결여하였다든지 또는 사회관념상 현저하게 타당성을 잃었다는 등의 사유가 있지 아니하고, 주무관청이 그와 같은 결론에 이르게 된 판단과정에 일응의 합리성이 있음을 부정할 수 없는 경우에는, 다른 특별한 사정이 없는 한 그 불허가처분에 재량권을 일탈·남용한 위법이 있다고 할 수 없다.

## 참고 문헌
- 오현수, 일본민법, 진원사, 2014. ISBN 978-89-6346-345-2
- 오세경, 대법전, 법전출판사 , 2014 ISBN 978-89-262-1027-7
- 이준현 , LOGOS 민법 조문판례집, 미래가치, 2015. ISBN 979-1-155-02086-9

## 같이 보기
- 비영리단체